# Purperborstcotinga
De purperborstcotinga (Cotinga cotinga) is een zangvogel uit de familie van de cotinga's (Cotingidae).

## Verspreiding en leefgebied
Deze soort komt voor van oostelijk Colombia tot zuidelijk Venezuela, de Guyana's en noordelijk en oostelijk Brazilië.

## Status
De grootte van de populatie is niet gekwantificeerd maar de soort wordt omschreven als schaars. Op de Rode lijst van de IUCN heeft deze soort de status niet bedreigd.